# اجوب (صعفان)

تعديل مصدري - تعديل

أجوب هي إحدى قرى عزلة بني عراف بمديرية صعفان التابعة لمحافظة صنعاء، بلغ تعداد سكانها 196 نسمة حسب تعداد اليمن لعام 2004.